# Escola de Argos
Escola de Argos é um grupo de escultores da Grécia Antiga que floresceu em Argos entre os séculos VI e IV a.C., de grande importância para a evolução da escultura grega.
O primeiro grande nome da Escola de Argos foi Ageladas, e seus mais ilustres representantes foram Lísipo e Policleto, este o criador de um cânone de proporções do corpo humano que teria imensa influência para a arte do Classicismo e Helenismo gregos e a de Roma. A Escola se caracterizou por dar grande ênfase à matemática no estudo do corpo humano. Outros integrantes dessa escola foram Policleto, o Jovem, Dionísio, Glauco e Hegias de Atenas. A técnica da escola influenciou também o trabalho de Míron e Fídias.